# Stadsnära odling i Göteborg
Stadsnära odling i Göteborg är ett kommunalt odlingsprojekt som initierades 2012. Projektet, som genomförs av Göteborgs Stads fastighetskontor, syftar till att stimulera till trädgårdsodling  bostadsområden (stadsodling). Sen 2015 är uppdraget utökat med Stadsbruk GBG och Jordbruk. Där man arbetar för att uppmuntra kommersiell ekologisk matproduktion. Detta innebär att fastighetskontoret kan vara behjälpliga och erbjuda en större mark som är förberedd med markberedning och bevattningsmöjligheter.

## Beskrivning och trend
Det kommunala projektet har en årlig budget på sju miljoner kronor och ingår i arbetet mot en hållbar och grön stad. Att ge utrymme för odling i staden, nära folks bostäder, har på senare år tagits upp som en viktig del i arbetet för hållbara städer, både i Sverige och internationellt.

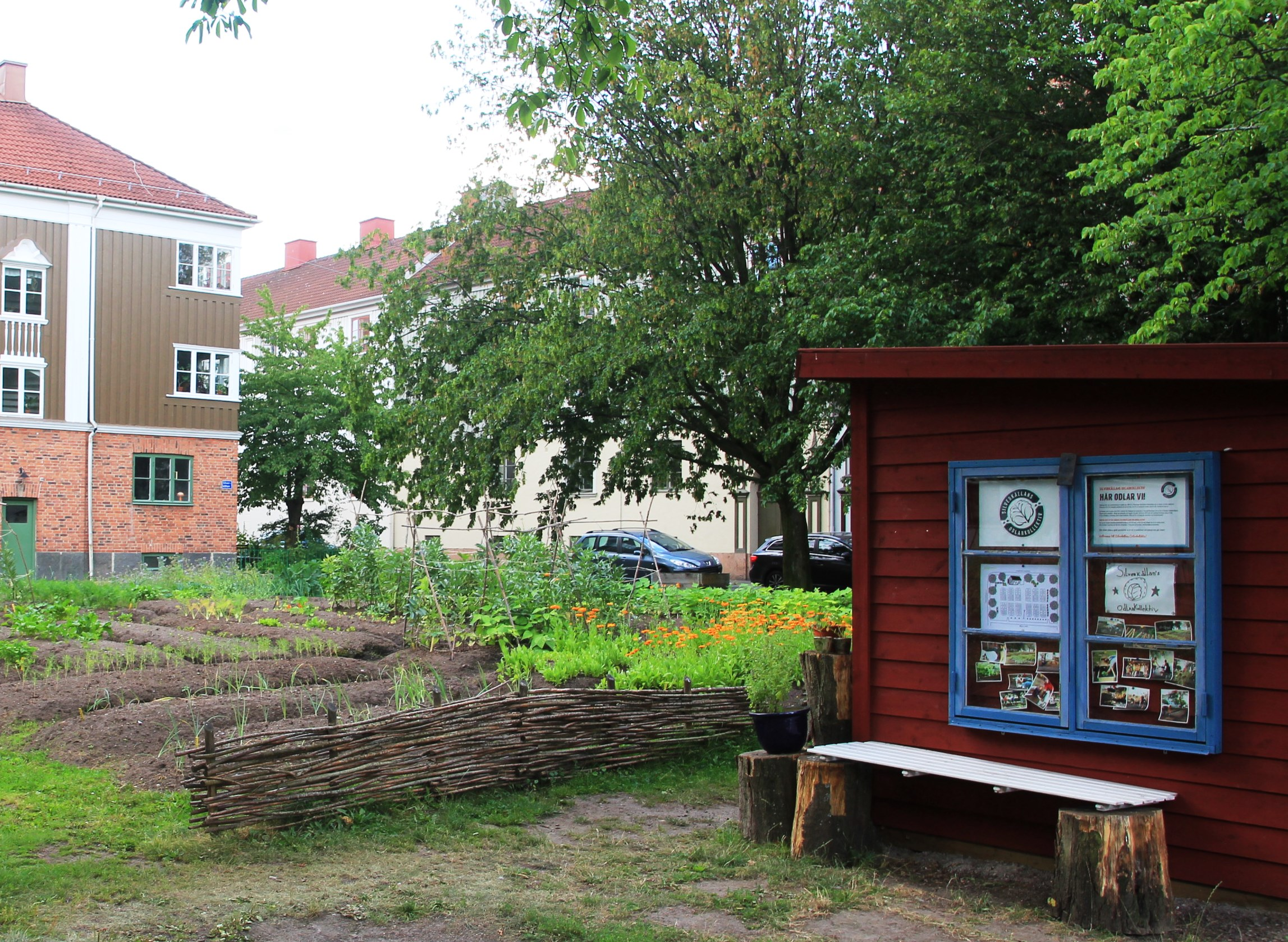
Silverkällans odlarkollektiv

Stadsnära odling är lika mycket ett miljö- som socialt projekt. Målen är, enligt Göteborgs Stad, att "få nya odlingar, odlingar på okonventionella ställen, odlingar som ger glädje, kunskapsunderlag eller bidrar till att skapa kunskap och skapa kontakt mellan generationer eller människor från olika delar av världen."

## Projektets förutsättningar
Det kommunala projektet Stadsnära odling ger praktisk hjälp till odlingsintresserade med markberedning. Förutsättningen är att en odlarförening bildas och att marken är kommunal. Fastighetskontoret har ett nära samarbete med Park och naturförvaltningen som oftast utför anläggningen. Från 2014 kan även ett startbidrag på max 25 000 kronor sökas om man har en odlingsidé, kraven är att man är en förening, t.ex. bostadsrättsförening, kooperativ, biodlarförening eller för den delen en odlarförening och att man har fått ett marklov av markägaren. Fastighetskontoret har beviljat ett 80-tal odlingsbidrag sen starten. 
Bidraget är kopplat till olika villkor. Till exempel ska föreningen som söker ta avstånd från diskriminerande attityder med avseende på kön, kulturell bakgrund, religiös tillhörighet, ålder, språk, sexuell läggning eller funktionshinder Medlemmarna väljer själva vilket slags odling deras förening ska syssla med, och alternativen är bland andra grönsaksodling, fruktträd eller biodling. Villkoret är att det ska vara ekologiskt och hållbart.

## Odlingsområden

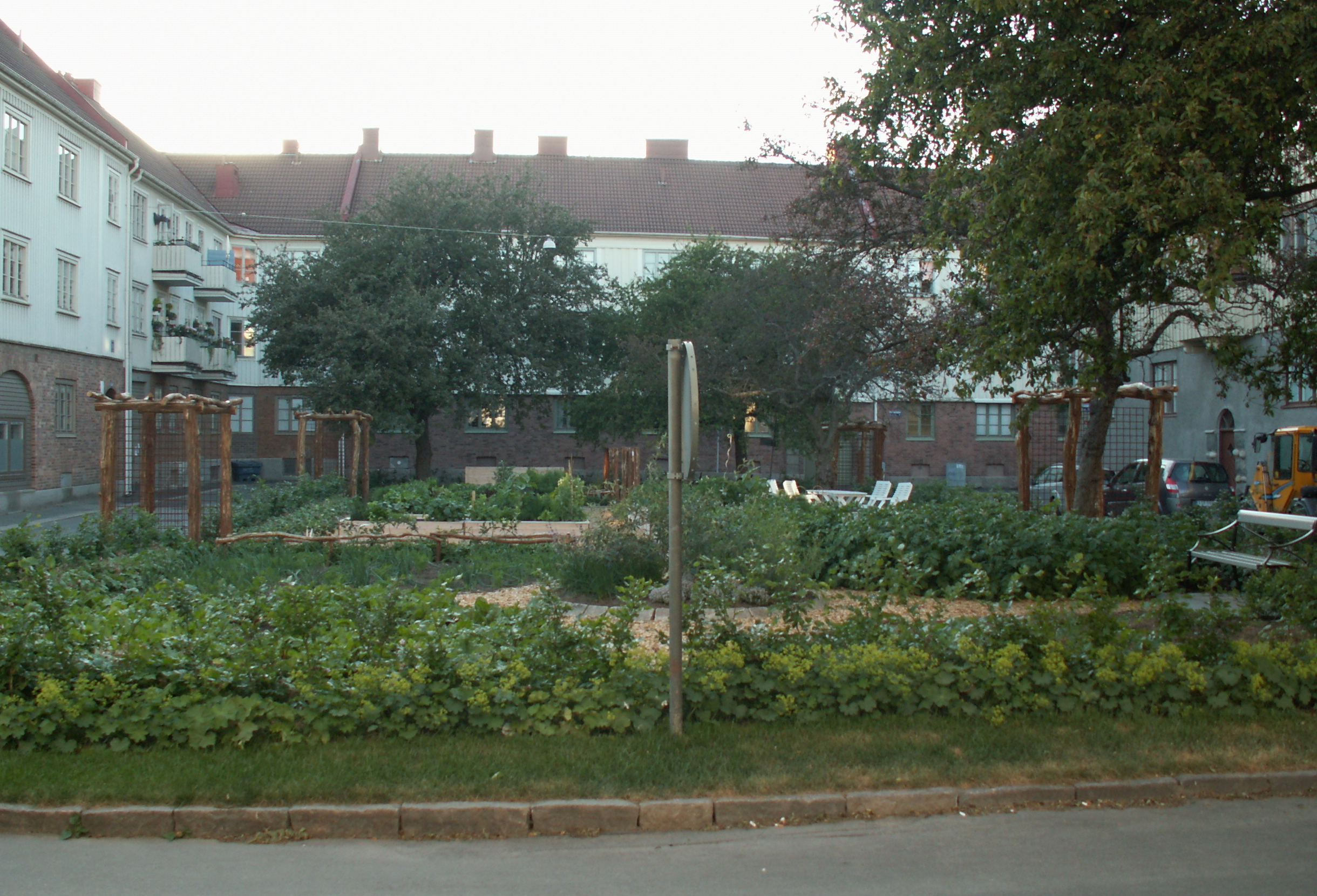
Stadsnära odling vid "Engelska parken" i Kungsladugård.

Inom satsningen har odlingsområden vuxit fram på olika ställen i Göteborg. I samklang med projektbeskrivningen har de fått stöd och utformats på olika sätt. Här finns:
- Backa Röds odlarförening i Hisings Backa
- Biskopsgårdens odlarförening  på Hisingen
- Gregorianska grödor i Kortedala
- Höjdens trädgårdskollektiv i Högsbohöjd
- Färjenäsparkens skogsträdgård på Hisingen
- Odla Guldheden i södra Guldheden
- Johannebergs odlarförening i Johanneberg/Krokslätt
- Klosterträdgårdens odlarförening i Gamlestaden
- Kvartersodlingen Kvickroten i Gamlestaden
- Långströmsparkens odlaförening i Norra Biskopsgården, Hisingen
- Lärjeåns trädgårdars odlingsområden[7]
- I Redbergsparken driver föreningen Redbergsodlarna en tillsammansodling främst i lådor.[8]
- Silverkällans odlarkollektiv i Majorna. Odlingen drivs som en så kallad tillsammansodling. Föreningen består av ett trettiotal personer som tillsammans planerar, odlar och skördar på ett 600 kvadratmeter stort område mellan landshövdingehusen[9].
- Skansbergets odlarförening i Linnestaden
- Slottsskogens odlarlycka i Masthugget
- Solrosparkens odling, Kålltorp
- Stilla gatan i Majorna[10].
- Turebergs odlarförening i Högsbotorp

Projekten Silverkällan och Lundby fick en del uppmärksamhet i massmedia under 2012. Då förbereddes marken för odling av grisar som fick böka där under en sommar,

## Andra stadsnära odlingar i Göteborg
Vid sidan av de officiella projekten som är del av "Stadsnära odling i Göteborg" finns andra liknande odlingsprojekt runt i Göteborg. Bland annat har fastighetsägaren Familjebostäder och den nystartade lokala odlarföreningen etablerat trädgårdsodling i "Engelska parken" i Kungsladugård. Den officiellt namnlösa 650 kvadratmeter stora ytan i där Svanebäcksgatan och Carnegiegatan var outnyttjad mark – med några äppleträd i ena ändan. Kommunala Park- och naturförvaltningen kommer framöver att delta i förvaltningen av "trädgården", som försetts med 20 odlingslådor.

## Källhänvisningar
1. ↑  http://www.stadsnaraodling.se/ Arkiverad 28 juni 2014 hämtat från the Wayback Machine. Göteborgs Stad fastighetskontoret. Läst 19 aug 2014
2. ↑  Fahlgren, Mars (2013-04-29): "Göteborg bäst på stadsodling bland svenska storstäder". Vårt Göteborg. Läst 19 aug 2014
3. ↑  Fröjd, Mattias (2014-06-06): "Stadsodling har slagit rot i Stockholmarnas medvetande". Fastighetsnytt.se. Läst 2 september 2014.
4. ↑  Sylvan, Helen (2013-05-29): "Takodling ny trend från New York". Arkiverad 13 juli 2015 hämtat från the Wayback Machine. Ekocentrum.se. Läst 2 september 2014.
5. ↑  http://www.stadsnaraodling.se/soka-bidrag-2/ Arkiverad 24 september 2015 hämtat från the Wayback Machine. Göteborgs Stad Fastigehtskontoret. Läst 19 aug 2014.
6. ↑  http://www.stadsnaraodling.se/wp-content/uploads/2013/06/Riktlinjer-f%C3%B6r-ans%C3%B6kan-om-bidrag-f%C3%B6r-sm%C3%A5skaliga-odlingsprojekt.pdf Arkiverad 24 september 2015 hämtat från the Wayback Machine. Göteborgs Stad Fastighetskontor. Läst 19 aug 2014.
7. ↑  http://vagenut.coop/
8. ↑  ”Redbergsodlarna på Lilla Sparvgatan”. Stadsnära odling. Arkiverad från originalet den 29 maj 2015. https://archive.is/20150529102359/http://www.stadsnaraodling.se/project/tillsammansodling-i-redbergsparken/. Läst 29 maj 2015.
9. ↑  https://silverkallansodlarkollektiv.wordpress.com/about/aboutarbetsgrupper/
10. ↑  https://archive.is/20140901183945/http://www.stadsnaraodling.se/project/stilla-gatans-odlingsomrade-i-majorna/Stadsn%C3%A4ra odling. Läst 1 sept 2014.
11. ↑  http://stadsjord.blogspot.se/2012/04/grisar-i-majorna-och-lundby.html Stadsjord. Läst 19 aug 2014.
12. ↑  Familjebostäder i Göteborg AB (2014-04-28): "Engagerade stadsodlare tar över Engelska parken". Mynewsdesk.com. Läst 2 september 2014.
13. ↑  "Outtnyttjad plätt blev odling". Arkiverad 3 september 2014 hämtat från the Wayback Machine. Direktpress.se, 2014-05-10. Läst 2 september 2014.